# Blasheim
Blasheim ist ein Ortsteil der ostwestfälischen Stadt Lübbecke im Kreis Minden-Lübbecke in Nordrhein-Westfalen.

## Geografie

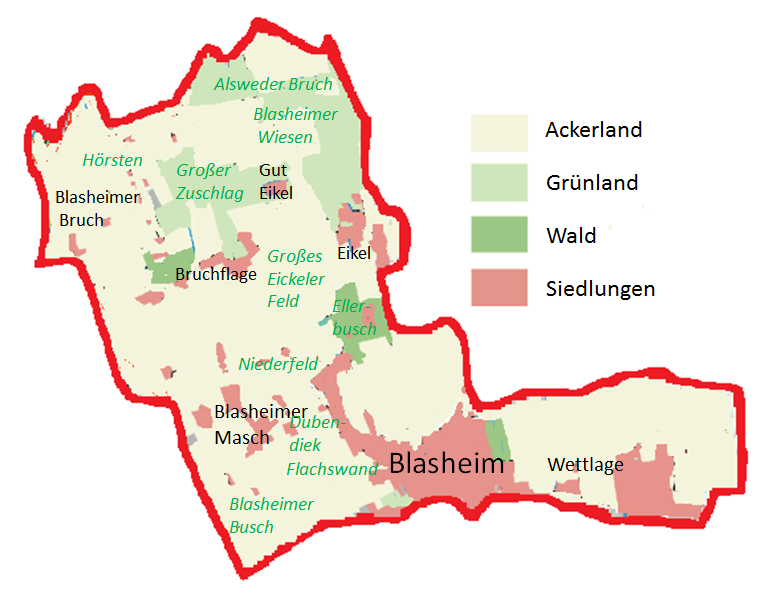
Bodennutzung, Siedlungen und Landschaften in Blasheim

Der Süden Blasheims liegt naturräumlich im Lübbecker Lößland. Dieser Teilraum ist durch eine, hier allerdings kaum noch wahrnehmbare, Geländeneigung zum Wiehengebirge und eine fruchtbare Lößauflage geprägt. Die Mitte und der Norden wiederum sind bereits Teil der Rahden-Diepenauer Geest. An den Stadtteil grenzen die Lübecker Stadtteile Alswede und Stockhausen im Norden, im Westen die Lübbecker Kernstadt und im Süden der Stadtteil Obermehnen. Die Westgrenze Blasheims stellt die Außengrenze der Stadt Lübbecke zur Stadt Preußisch Oldendorf dar.
Die Fläche der Altgemeinde Blasheim betrug 21,38 km². Nach Ausgliederung der Bauerschaften Obermehnen und Stockhausen und deren Erhebung zu eigenständigen Stadtteilen ist der heutige Stadtteil Blasheim reichlich 6 km² groß. Dies bedeutet eine Bevölkerungsdichte von rund 245 Einwohnern pro km². In der Gesamtstadt Lübbecke wohnen durchschnittlich 400 Einwohner auf einem km².
Die Fläche des Stadtteils wird, abgesehen von Verkehrs- und Baulandflächen, überwiegend landwirtschaftlich genutzt. Im Süden und in der Mitte dominiert Ackerland. Im Norden nimmt Grünland einen größeren Flächenanteil ein. Größere Waldgebiete fehlen. Im Nordwesten grenzt das Gebiet allerdings unmittelbar an das Hollwinkeler Holz. Hiervon gehört allerdings ein nur vernachlässigbarer Teil im Süden von lediglich rund einem 0,58 Hektar Fläche zum Stadtteil Blasheim. Zu den wichtigsten Fließgewässern gehören die Große Aue, die das Stadtteilgebiet im Nordwesten streift, der Mehner Bach, der durch den Ortskern fließt sowie die Flöthe im Osten.

## Geschichte

Der auf der Karte mit „2“ markierte Gebietsstreifen gehörte bis zur Gebietsreform 1973 zur Gemeinde Blasheim, fiel dann aber an die Stadt Pr. Oldendorf

In einer Urkunde des Mindener Bischofs Milo (969–996) wird Blasheim das erste Mal erwähnt, zusammen mit sieben weiteren Höfen. Der Ortsname von Blasheim hat sich gewandelt: Von Blesnon 969, über Blassum 1244, Blasne 1332 und Blassen 1493. Der Name hängt wahrscheinlich mit Blesse (= heller Fleck) zusammen. Blasheim heißt dann so viel wie Siedlung auf einer Waldlichtung.
Genauso wie in anderen Ortsteilen Lübbeckes lässt sich in Blasheim grundherrschaftliches Eigentum der Grafen von Tecklenburg nachweisen, die im Mittelalter über die Region verfügten. Sie gelten auch als die Stifter der Marienkirche Blasheim, deren Bau 1514 vollendet war.
Im Jahre 1491 wurde vom Mindener Bischof Heinrich von Schauenburg dem Sprengel Blasheim, zusammen mit den Bauerschaften Stockhausen, Eikel, Obermehnen und Knöttinghausen, das volle Pfarrrecht zugesprochen. Aus dem Fest zur Weihung der Marienkirche ging der Blasheimer Markt hervor, der besonders in den frühen Septembertagen sehr beliebt ist, da in dieser Zeit Mariä Geburt gefeiert wird.
Bis zur Franzosenzeit war Blasheim der Sitz einer Vogtei im Amt Reineberg des Fürstentums Minden. Von 1807 bis 1810 gehörte der Ort zum Kanton Oldendorf des napoleonischen Satellitenstaats Königreich Westphalen. Von 1811 bis 1813 gehörte Blasheim unmittelbar zu Frankreich und war dort Sitz der Mairie Blasheim im Arrondissement Minden des Departements der Oberen Ems.
1816 kam Blasheim zum neuen Kreis Rahden, aus dem 1832 der Kreis Lübbecke wurde. Von 1843 bis 1890 bildete die Gemeinde Blasheim, zu der auch Obermehnen und Stockhausen gehörten, ein eigenes Amt, das vom Amt Oldendorf in Personalunion mitverwaltet wurde.
Im Jahr 1910 wurde die Blasheimer Marienkirche durch ein Südschiff erweitert und bekam eine Restaurierung. Sehenswert ist heute der spätgotische Apostelaltar der Kirche.
Am 1. Januar 1973 wurde die Gemeinde Blasheim in die Stadt Lübbecke eingemeindet.
Der heutige Stadtteil Blasheim umfasst nur noch ein Drittel der Fläche der Altgemeinde, da ein Großteil des Gemeindegebiets an die Stadtteile Obermehnen und Stockhausen ging. Zudem verlor Blasheim, und indirekt damit auch die Gesamtstadt Lübbecke, einige Gebiete: an Lübbecke wurde zwar im Großen und Ganzen die ehemalige Gemeinde Blasheim angegliedert, ohne aber einen rund 100 Hektar großen Streifen mit den Orten Blasheimer Busch und Knötinghausen sowie reichlichen landwirtschaftlichen Flächen, die an die Stadt Preußisch Oldendorf fielen.
Bestimmte zentrale Funktionen erfüllt Blasheim für die Ortsteile Stockhausen und Obermehnen weiterhin, hier insbesondere für „Unterortsteil“ Untermehnen, bei der Infrastruktur. Exemplarisch seien hier der Bereich der Kirchengemeinde mit Kirche, Gemeindehaus und Friedhof, die Grundschule und der Kindergarten genannt.

## Politik

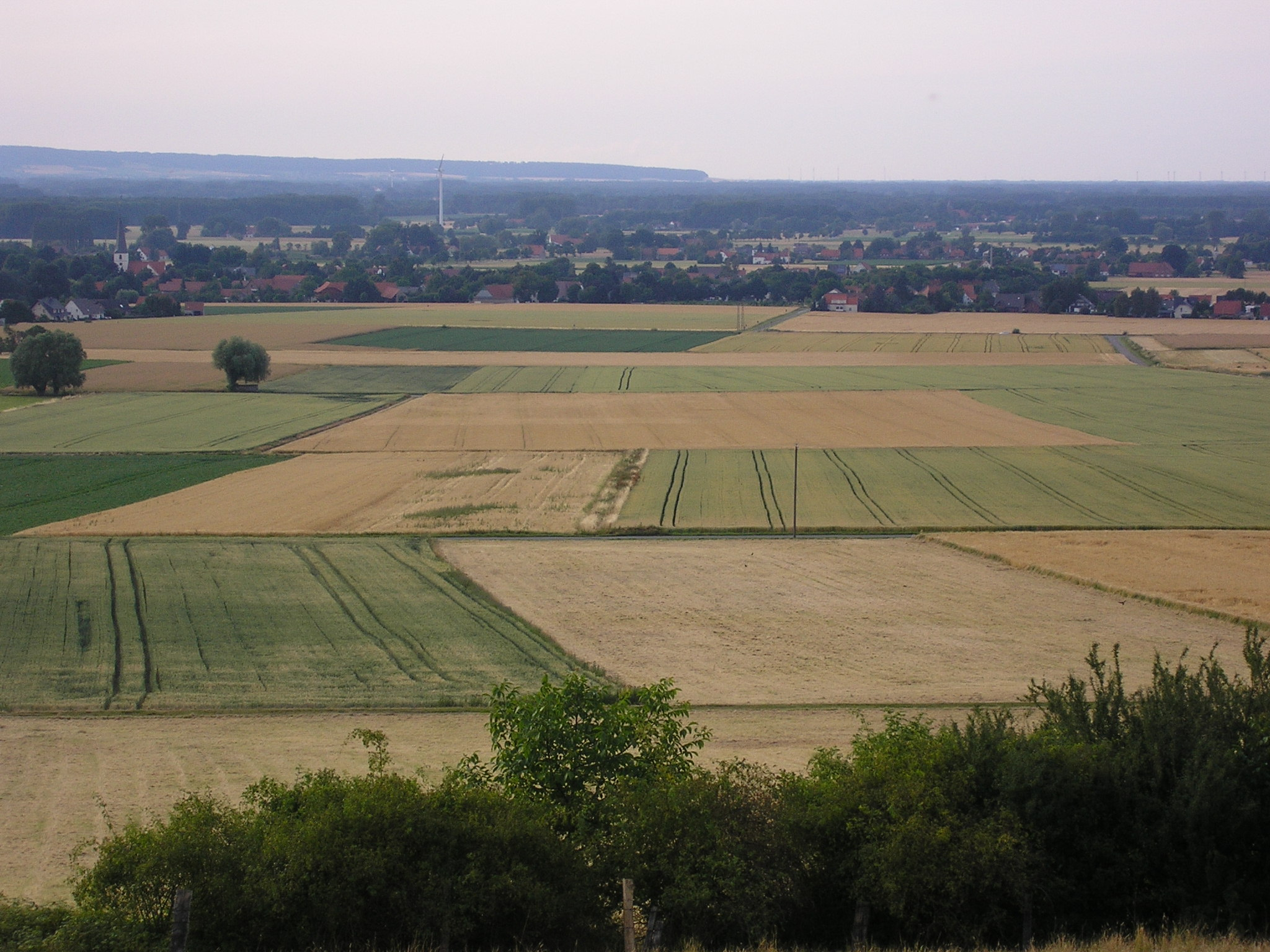
Blasheim vom Obermehner Berg

- Der Ortsvorsteher von Blasheim ist Hans-Martin Berger (CDU). (Stand Dezember 2020.)

## Sport
In Blasheim gibt es den Turn- und Fußballverein BSC Blasheim 1894 e. V. mit einer Herren- und einer Damenmannschaft.